# ハインリヒ・ノルトホフ
ハインリヒ・ノルトホフ（Heinrich Nordhoff 、1899年1月6日 - 1968年4月12日）はドイツの自動車技術者である。ハインツ・ノルトホフ（Heinz Nordhoff）と表記されることもある。 

## 来歴
1899年1月6日ヒルデスハイムに産まれた。ベルリン工科大学卒業後BMWの航空エンジン部門責任者となった。
オペルに転職してサービス部門から工場長/取締役となった。オペル時代にはゼネラルモーターズで自動車生産と販売のノウハウを学び、帰国後オペルの生産と販売の実務に生かした。この時代、試作段階だったKdF試作車（後のフォルクスワーゲン・タイプ1）の軽合金製OHVエンジンを見て贅沢すぎるとし「これは航空エンジンだ」と厳しく批判している。
1948年1月1日、イギリス政府管理下におかれていたフォルクスワーゲンの責任者になった。彼はまずフォルクスワーゲン・タイプ1を徹底的に分解研究し、再び組み立てて過酷な走行試験にかけ、その優秀性に納得して大いに自信を持ち、機会を見ては従業員に素晴らしい商品である旨を説いて当時従業員が持っていた「ファシズムの遺産」というネガティブな認識を払拭した。また常に生産ラインなどの現場に出向き生産効率を上げる方法を様々な角度から研究した。早くから輸出指向を持ち、例えば1948年に生産された19,244台のうち4,464台を輸出に振り向け、2100万マルクの外貨を得ている。輸出によって得た利益を新しい生産設備の導入に当てるなど積極的な復興政策を取り、フォルクスワーゲンを世界的な規模に成長させた。生産が軌道に乗り始めると本社をベルリンから工場のあったヴォルフスブルクに移し、市街の環境整備に力を注いだ。
1968年4月12日フォルクスワーゲン会長在任中に病没した。1985年に自動車殿堂入りした。